# Dictydium
Dictydium ist eine Gattung von Schleimpilzen aus der Gruppe der Myxogastria. Sie umfasst drei Arten.

## Merkmale
Die Fruchtkörper sind in der Regel gestielte Sporangien, ein Calyculus kann vorhanden sein oder fehlen. Das zarte Peridium ist reduziert auf eine Struktur vertikal verlaufender, verdickter Fäden, die durch hauchfeine, durchscheinende  Querfäden miteinander verknüpft sind. Teilweise kann das Peridium aber auch netzartig erscheinen, wie bei Cribraria-Arten. Meist dunkle, deutlich sichtbare dictydine Körnchen finden sich besonders dicht auf den Rippen der Peridien, dem Calyculus sowie den Sporen.

## Verbreitung
Dictydium cancellatum ist weltweit verbreitet und häufig, die beiden anderen Arten sind nur selten zu finden.

## Systematik und Forschungsgeschichte
Die Gattung wurde 1797 von Heinrich Adolph Schrader erstbeschrieben, Typusart ist Dictydium umbilicum. Die Gattung umfasst drei Arten:
- Dictydium mirabile
- Dictydium cancellatum
- Dictydium umbilicum

## Nachweise
Fußnoten direkt hinter einer Aussage belegen die einzelne Aussage, Fußnoten direkt hinter einem Satzzeichen den gesamten vorangehenden Satz. Fußnoten hinter einer Leerstelle beziehen sich auf den kompletten vorangegangenen Absatz.
1. 1 2 3  Michael J. Dykstra, Harold W. Keller: Mycetozoa In: John J. Lee, G. F. Leedale, P. Bradbury (Hrsg.): An Illustrated Guide to the Protozoa. Band 2. Allen, Lawrence 2000, ISBN 1-891276-23-9, S. 977 (englisch).
2. ↑  Marie L. Farr: Myxomycetes. In: Flora Neotropica. Band 16. The New York Botanical Garden, New York 1976, ISBN 0-89327-009-1, S. 101.